# Hypohippus
A Hypohippus az emlősök (Mammalia) osztályának a páratlanujjú patások (Perissodactyla) rendjéhez, ezen belül a lófélék (Equidae) családjához tartozó kihalt nem.

## Tudnivalók
A Hypohippus („alacsony ló”), a háromujjú lovakhoz tartozik, körülbelül 17-5,3 millió évvel ezelőtt élt. Nagysága egy póniéval egyezik meg. Maradványait Nebraska, Nevada, Colorado és Montana államokban találták meg. A Hypohippus a pliocén elején halt ki.

## Rendszerezés
A nembe az alábbi fajok tartoztak:

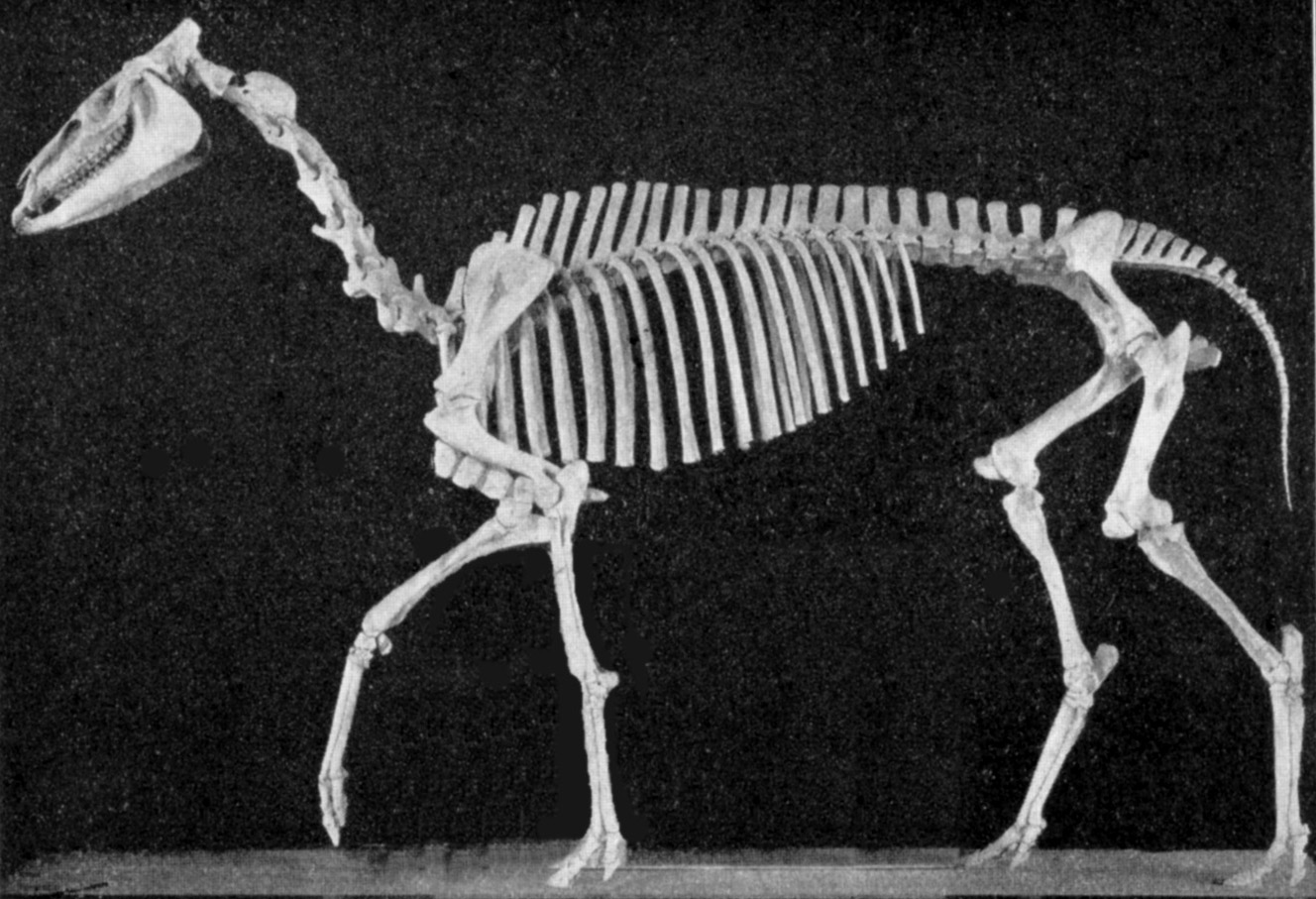
Hypohippus osborni csontváz.

- Hypohippus affinis típusfaj; Leidy, 1858 - szinonimája: Anchitherium affinis
- Hypohippus chico MacFadden, 1982
- Hypohippus equinus Scott, 1893
- Hypohippus nevadensis Merriam, 1913; Nevada
- Hypohippus osborni Gidley, 1907 - szinonimája: Anchitherium osborni
- Hypohippus pertinax Matthew, 1918 - szinonimája: Anchitherium pertinax

## Lásd még
- A lovak evolúciója